# SLAVE of KISS
SLAVE of KISS（スレーブ・オブ・キス）は、2006年2月8日にリリースされた歌手の北出菜奈の通算7枚目のシングル。

## 解説
- 5thシングルKISS or KISSの英語バージョンが収録。

## 収録曲
1. KISS
作詞：富田京子 ・中山加奈子／作曲：奥居香／編曲：家原正樹
2. キスを下さい
作詞：北出菜奈／作曲：山口寛雄／編曲：西川進
3. KISS or KISS（English version）
作詞：北出菜奈・Amika／作曲・編曲本間昭光
4. Sweet frozen kiss 
作詞：北出菜奈／作曲・編曲：家原正樹